# Газово оръжие
Газовите оръжия, наричани също газ-сигнални оръжия (съкр. ГСО), са неогнестрелни оръжия (чл. 4 ал. 5 от Закона за оръжията, боеприпасите, взривните вещества и пиротехническите изделия), основно предназначени за самозащита и подаване на пиротехнически сигнали. С изключение на някои специализирани системи, повечето ГСО принадлежат към класа на пистолетите и револверите.
Газ-сигналните пистолети работят на същия принцип като бойните, но за създаване на налягането, което връща затвора, се използва частично препятствие в цевта. Към дулото на цевта може да се поставят специално произведени гнезда с винт за изстрелване на увеселителни пиротехнически заряди.
При произвеждане на изстрел 8-милиметровите изстрелват газ на 2 – 3 m, а 9-милиметровите от 3 до 5 m. Патроните биват: CS, CN, CP, PV (т.нар. кучешки патрони) – халосни и змийски, които са забранени в България.

## Конструкция
Обикновено газовите пистолети и револвери се произвеждат по конструктивната схема на вече разработени модели, които стрелят с бойни заряди. Затова по външен вид са трудно различими при използването им. Конструктивно в цевта на газовото оръжие има преграда с намален отвор, осъществяващ създаването на необходимото обратно налягане от газовете при изстрела, за да се изхвърли гилзата и да се презареди оръжието с нов патрон. Цевта се изработва от цинкова отливка, която се чупи и не позволява газовото оръжие незаконно да се преработва за стрелба с бойни патрони.

## Боеприпаси
Боеприпасите са „съвкупност от взривни вещества и други елементи, които, изхвърлени от оръжието, предизвикват звуков, светлинен или рефлекторен ефект“ (чл. 7, ал. 2 от Закона). Изстрелът с газово оръжие трябва да окаже възпиращо действие и да спре опасното действие срещу едно лице. Обхватът и начина на действие зависи от калибъра и от заряда. В най-общия случай за целта се произвеждат два вида боеприпаси.
- Халосни, които произвеждат силен взрив с голям огнен факел от дулото на пистолета. Изстрелът има шокиращо въздействие и нараняване е възможно преди всичко от налягането на газовете и изгаряне, когато нападателят е в непосредствена близост.
- Газови, които при изстрел от патроните разпръскват газ с висока скорост, изхвърлен от барутния заряд. Образуваният газов поток нанася поражение в зависимост от съдържанието си. Снарядяват се с:

 – лютив червен пипер или друго дразнещо вещество. Известен е като OC газ (на английски: Oleoresin Capsicum). Обикновено тези патрони са снарядени и затворени с кафяво пластмасово капаче.
 – патрони снарядени с CN газ, който спада към групата на бойните отровни вещества и са затворени със синьо капаче. Газът е сълзотворния хлорацетофенон, който причинява дразнене, задушаване, сълзотечение и обърква нападателя.
 – патрони снарядени с CS газ, предизвикващ същата реакция както дадения по-горе. Като активно се използва бойното отровно вещество със сълзотворно действие хлорбензалмалонодинитрил. Патроните с такъв газ обикновено се затварят с жълта капачка.
 – патрони снаряден с CR газ, предзвикващ значително по-силно въздействие върху нападателя. Заредени са с дибензоксазепин – бойно отровно вещество с комплексно силно действие, спадащо към групата на големите транквилизатори или невролептици. При концентрация на парите или спиртния разтвор 0,003 mg/l дразненето е непоносимо, а смъртоносна доза е при концентрация от 350 mg/min/l. Този газ е разрешен за ползване само в Русия от силите на реда.
Следва да се отбележи, че производството на боеприпаси с „нервнопаралитичен газ“ е ограничено за граждански и за военни цели. Причината е съвсем проста – ГСО имат изключително малък обсег на действие и вероятността използващият оръжието да бъде поне минимално засегнат от него (например при дори слаб насрещен вятър) е значителна. Предвид изключителната токсичност на нервнопаралитичните бойни отровни вещества това практически би направило ГСО неизползваеми.

## Режим на придобиване и употреба в България
Придобиването на газово оръжие в Република България от септември 2010 е на уведомителен режим. Лицата, придобили газово и сигнално оръжие и/или пневматично оръжие с кинетична енергия над 24 джаула, са длъжни да уведомят писмено началника на съответното районно управление на МВР съгласно Закона за оръжията, боеприпасите, взривните вещества и пиротехническите изделия. Забранява се продажбата на някои от боеприпасите, заредени с газов заряд. Забранена е преработката на газово оръжие в бойно.